# Дбар, Дмитрий Сергеевич
Дмитрий Сергеевич Дбар (абх. Дырмит Сергеи-иԥа Дбар; род. 5 июля 1984, Кечкемет Бач-Кишкун, Венгрия) — член Правительства Республики Абхазия; министр внутренних дел Абхазии (2020—2021); В 2017—2019 годах — депутат Народного собрания Абхазии.

## Биография
Родился 5 июля 1984 года в городе Кечкемет в Венгрии в семье военного офицера Сергея Платоновича Дбар. В 2002 году окончил среднюю школу № 4 г. Сухум.
В 2004—2008 годах про обучение в МЭСИ по специальности «экономист». В 2005—2009 годах состоял на службе в ГСО Республики Абхазия. В 2009—2014 годах работал в Службе государственной безопасности Республики Абхазия. В 2017 году был избран в Народное собрание Абхазии.
В период с 14 мая 2015 года по 12 марта 2017 года занимался общественно-политической деятельностью, является председателем республиканской общественной организации «Кяразаа».
30 апреля 2020 года назначен министром внутренних дел Республики Абхазия.
2 декабря 2021 года назначен начальником Госслужбы охраны Абхазии.